# Chiesa della Madonna dei Miracoli (Mussomeli)
La chiesa della Madonna dei Miracoli è un santuario diocesano sito a Mussomeli, comune appartenente al  libero consorzio comunale di Caltanissetta in Sicilia. Il santuario è nato per ricordare un miracolo che sarebbe avvenuto nel XVI secolo.

## Storia
L'8 settembre di un anno non ben precisato, 1536 o 1540 oppure 1530, in prossimità del paese procedeva lungo un sentiero accidentato un povero paralitico che viveva di elemosina. A un certo punto, per la stanchezza della bestia che lo portava, si gettò per terra e s'addormentò su di una pietra. Quando si svegliò constatò di essere improvvisamente guarito, e cominciò prima a camminare, poi a correre gridando al miracolo. 
Accorse gente, cercando fra i rovi qualcosa che potesse spiegare quanto accaduto, finché poco distante fu ritrovata un'immagine della Vergine col bambino Gesù dipinta su una pietra. Fu costruita sul posto un'edicola per custodire l'immagine, cui seguì col tempo una chiesetta. Alla prima si aggiunsero altre grazie, tra le quali quella della guarigione del piccolo Lorenzo, appartenente alla famiglia del principe Lanza. Fu realizzato in seguito il santuario, opera dei domenicani. Il dipinto su pietra della Madonna col Bambino è stato restaurato nel '700 dal pittore Domenico Provenzani di Palma di Montechiaro.